# Música barroca

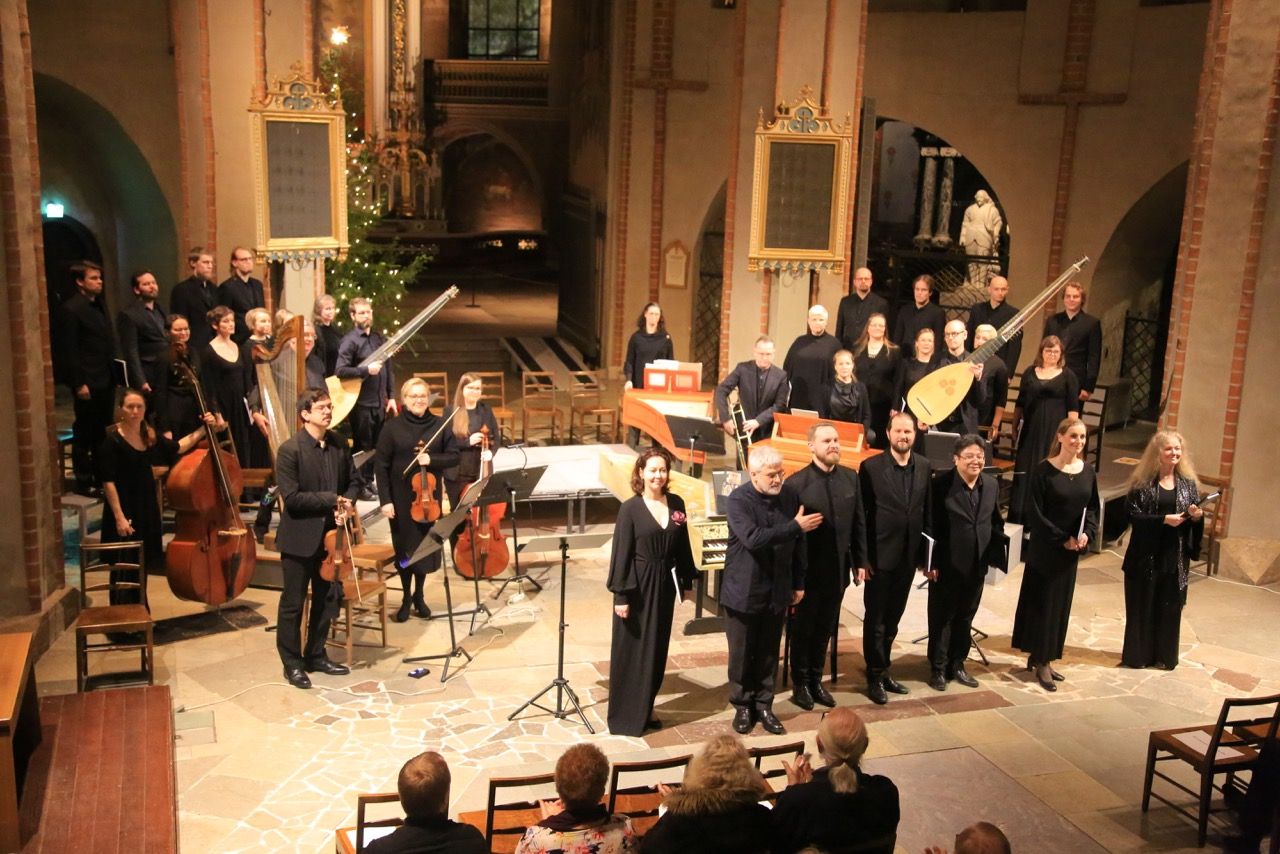
Concerto Kuninkaantien muusikot Turun tuomiokirkossa 2020. Na imagem, observa-se um grupo finlandês especializado em música antiga, num concerto com instrumentos barrocos.

Música barroca é toda música ocidental correlacionada com a época cultural homónima na Europa, que vai desde o surgimento da ópera por Claudio Monteverdi, no século XVII, até à morte de Johann Sebastian Bach, em 1750.
Trata-se de uma das épocas musicais de maior extensão, fecunda, revolucionária e importante da música ocidental, e provavelmente também a mais influente. As características mais importantes são o uso do baixo contínuo, do desejo e da harmonia
tonal, em oposição aos modos gregorianos até então vigente. Na realidade, trata-se do aproveitamento de dois modos: o modo jônio (modo "maior") e o modo eólio (modo "menor").
Do Período Barroco na música surgiu o desenvolvimento tonal, como os tons dissonantes por dentro das escalas diatônicas como fundação para as modulações dentro de uma mesma peça musical; enquanto em períodos anteriores, usava-se um único modo para uma composição inteira causando um fluir incidentalmente consonante e homogêneo da polifonia. Durante a música barroca, os compositores e intérpretes usaram ornamentação musical mais elaboradas e ao máximo, nunca usada tanto antes ou mais tarde noutros períodos, para elaborar suas ideias; fizeram mudanças indispensáveis na notação musical, e desenvolveram técnicas novas instrumentais, assim como novos instrumentos. A música, no Barroco, expandiu em tamanho, variedade e complexidade de performance instrumental da época, além de também estabelecer inúmeras formas musicais novas. Inúmeros termos e conceitos deste Período ainda são usados até hoje.

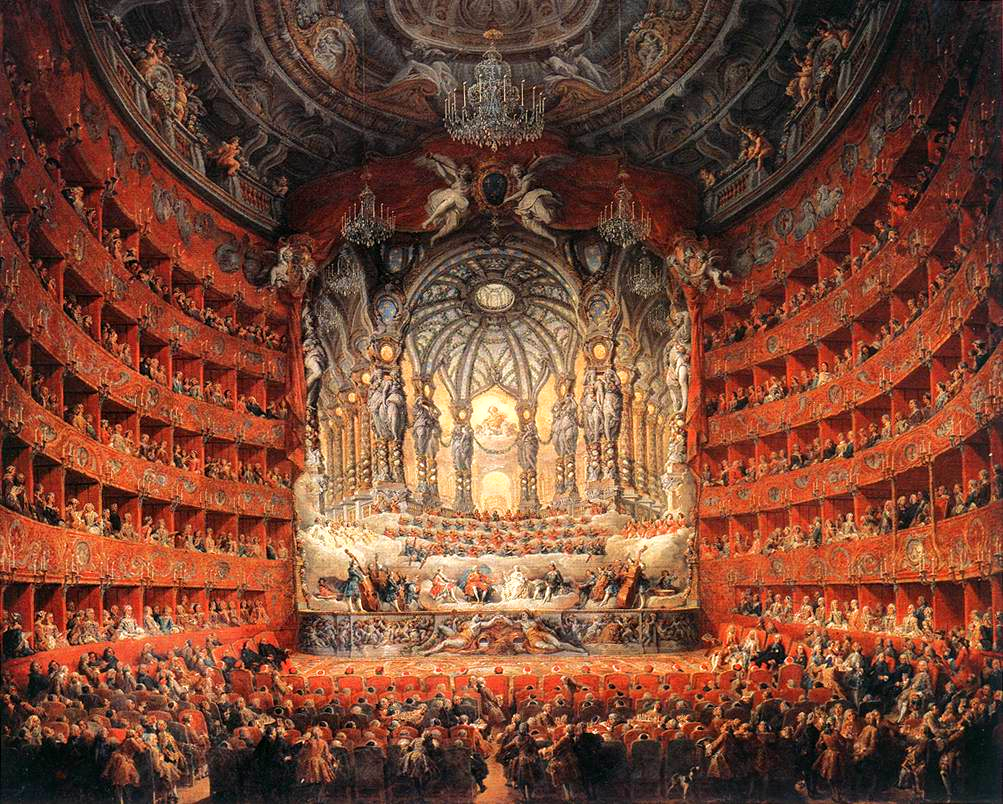
Giovanni Paolo Pannini: Festival de música oferecido pelo Cardeal de La Rochefoucauld no Teatro Argentina em Roma a 15 de Julho de 1747 por ocasião do casamento do delfim de França Luís XV (1747), Musée du Louvre, Paris. Pode ver-se uma orquestra nas nuvens em frente ao palco.

A música barroca representa uma época na história da música erudita ocidental que sucede à música do Renascimento e se estende desde o início do século XVII até aproximadamente meados do século XVIII.
As principais características desta longa e heterogénea era musical são a representação do afeto (a atribuição de tipos de representação musical a estados de espírito específicos), o estilo concertato (a interação de grupos sonoros heterogéneos) e o baixo contínuo (as vozes melódicas são contrastadas por uma voz grave, notada com números para indicar os acordes a tocar). Daí a sugestão do termo "período do baixo cifrado". A música instrumental emancipou-se da música vocal no período barroco, e isso também deu origem à orquestra no seu sentido moderno.
O início do período barroco na música foi marcado por volta de 1600 pela invenção da monodia (canto a solo ou voz instrumental a solo com acompanhamento) e do recém-emergente género ópera em Itália, com o seu principal representante Claudio Monteverdi. O estilo dramático e emocionalmente carregado foi transferido para a música instrumental por Girolamo Frescobaldi e adaptado às características da língua alemã na Alemanha por Heinrich Schütz.
Após esta fase inicial, o Alto Barroco teve início por volta de 1640 em Itália, com um carácter mais lírico e maior suavidade formal, com Francesco Cavalli como compositor de óperas, Giacomo Carissimi de oratórios e, mais tarde, Arcangelo Corelli com música para cordas. Em França, um estilo barroco independente, com maior ênfase na dança, foi estabelecido por Jean-Baptiste Lully, em cujas óperas, em contraste com o estilo italiano, a expressividade do canto é contida. Em Inglaterra, Henry Purcell combinou influências de Itália e França com a tradição local e as peculiaridades da pronúncia inglesa. Na Alemanha, a escola organística do norte da Alemanha, importante também para a música vocal sacra, com Dietrich Buxtehude com um dos maiores representantes.
No período barroco tardio, a partir de cerca de 1690, a combinação dos estilos nacionais desenvolvidos no Alto Barroco desempenhou um papel significativo, em França com François Couperin, na Alemanha com Georg Philipp Telemann e em Inglaterra com Georges Frideric Handel. A tensão entre as relações tonais passou a ser utilizada para desenvolver formas de grande escala, como a forma ritornello (com uma marcação recorrente chamada ritornello) em Antonio Vivaldi. Na década de 1720, inicia-se uma mudança estilística com melodias mais detalhadas e uma redução da polifonia (várias vozes compostas por partes independentes) surgiu pela primeira vez na década de 1720 na ópera italiana, com Leonardo Vinci e Giovanni Battista Pergolesi. Jean-Philippe Rameau apresentou a primeira Teoria da Harmonia (a teoria da sucessão de harmonias de várias notas). Domenico Scarlatti, compositor espanhol de sonatas para teclado, tornou-se também um precursor do Classicismo ao romper com a continuidade barroca. Ao mesmo tempo, a densidade estrutural de Johann Sebastian Bach, que também serviu de modelo aos compositores clássicos, serve de contraponto. A morte de Bach, em 1750, é frequentemente citada como o fim da era.
A música barroca serviu sobretudo para representar a nobreza e a igreja. Os músicos estavam organizados em guildas ou trabalhavam com contratos de trabalho permanentes. Este tipo de empreendimento musical só se tornou perceptível em meados do século XVIII, numa indústria musical em que a burguesia estava cada vez mais envolvida.

## O apogeu da música instrumental
Pela primeira vez na história, música e instrumento estão em perfeita igualdade. Nesse período a instrumentação atinge sua primeira maturidade e grande florescimento. Pela primeira vez surgem gêneros musicais puramente instrumentais, como a suíte e o concerto. Nesta época surge também o virtuosismo, que explorar instrumento musical... Johann Sebastian Bach e Dietrich Buxtehude foram os maiores virtuoses do órgão. Jean-Philippe Rameau, Domenico Scarlatti e François Couperin eram virtuoses do cravo. Antonio Vivaldi e Arcangelo Corelli eram virtuoses no violino.

### A época das orquestras de câmara
O barroco foi a época de máximo desenvolvimento de instrumentos como o cravo e o órgão, mas também surgiram várias peças para grupos pequenos de instrumentos, que iam de três até nove instrumentistas.

## História

### Início do Barroco (c. 1580 — c. 1630)
Muitas das inovações associadas com a música Barroca foram estimuladas por um desejo contínuo, já evidente durante o Renascimento, de recuperar a música da antiguidade clássica. Os grego antigos haviam escrito repetidamente sobre os poderes da música de incitar paixões nos ouvintes. Entretanto, os poucos manuscritos de música Grega antiga conhecidos na época eram pouco compreendidas, o que permitiu muita especulação sobre a sua natureza. Ao final do século XVI, um grupo de poetas, músicos e nobres, entre eles Vincenzo Galilei, Giulio Caccini e Ottavio Rinuccini, passaram a se reuinir na casa do Conde de Vernio (Giovanni de' Bardi) em Florença, com a finalidade de discutir assuntos relacionados às artes, e em especial a tentativa de recriar o estilo de canto dos dramas Gregos antigos.
Dos encontros da Camerata Fiorentina, como este grupo passou a ser conhecido, surgiu um estilo musical que estabelecia que o discurso era o aspecto mais importante na música. O ritmo da música deveria ser derivado da fala, e todos elementos musicais contribuiam para descrever o afeto representado no texto, sistematizando-se a chamada doutrina dos afetos, de grande influência para o desenvolvimento da música barroca. Portanto, este estilo, que logo foi conhecido como seconda pratica para contrastar com a polifonia renascentista tradicional ou prima pratica, era composto por uma única parte vocal acompanhada por uma parte instrumental.
Esse acompanhamento era chamado de baixo contínuo, e consistia de uma única melodia anotada, sobre a qual um grupo de instrumentos adicionavam as notas necessárias para preencher a harmonia implícita no baixo, frequentemente assinaladas através de cifras indicando os intervalos apropriados. O baixo continuo estabeleceu uma polaridade entre os registros extremos: a melodia aguda e o linha do baixo eram os elementos essenciais, e as partes intermediárias eram deixadas ao gosto dos intérpretes. Nos anos 1630, esta combinação passou a ser designada pelo termo monodia, um estilo que se encontra entre a fala e o canto. Essa flexibilidade permitiu que os solistas ornamentassem as melodias livremente sem precisar se preocupar com regras de contraponto, permitindo assim que demonstrarem suas habilidades virtuosísticas. Para tirar máximo proveito da capacidade de cada instrumento ou da voz, os compositores começaram a desenvolver escritas idiomáticas para cada meio, ao contrário da música renascentista onde as partes poderiam ser executadas intercambiavelmente com instrumentos ou com voz ou com a boca
Não é possível dizer que o início do Barroco já apresentava um sistema tonal definido, porém se observa uma preferência gradual pelas escalas diatônicas maiores ou menores, e um maior senso de centro de atração tonal. A emergência da seconda pratica não significou que a tradição polifônica havia sido suplantada; ambos estilos coexistiram por todo o período barroco. Claudio Monteverdi publicou madrigais escritos em ambas práticas, e a mesma flexibilidade na escrita também teve lugar na air de cour francesa.
A monodia, combinada com a nova técnica do recitativo, finalmente permitiu aos compositores escrever uma ópera, ou seja, um drama cantado do início ao fim. A ópera L'Orfeo de Monteverdi de 1607 é usualmente considerada a primeira obra a combinar música e drama satisfatoriamente. Na Alemanha, Heinrich Schütz adaptou as novas técnicas para alguns de seus motetos sacros policorais, e foi o compositor da primeira ópera alemã, Dafne (1627).
A maior parte da música instrumental publicada nesta época são as suítes de danças em vários movimentos e as variações sobre transcrições de obras vocais (geralmente intituladas canzonas, partitas ou sonatas) ou sobre baixos ostinatos (chacona ou passacaglia). Gêneros livres, como a fantasia e a tocata para instrumentos de teclado também faziam parte destas coleções.

## Particularidades do estilo barroco
Desenvolvimento extenso do uso da polifonia e contraponto. Os acordes tem uma ordem hierárquica em suas progressões tonais, tanto funcional como cadencial. que definem a tonalidade progressiva do barroco musical. A harmonia era acompanhada e definida pelo basso continuo criando uma necessidade do intérprete de ser um virtuoso na arte do período para não deixar a musicalidade se desviar do aspecto tonal da época - visto que quase sempre o basso continuo não era escrito e chamava pela improvisação, dando então o dom de virtuosidade a quem melhor improvisasse.

O contraponto era intenso, especialmente na forma de tema e variação. A modulação tonal na música barroca é freqüente. Devido a incapacidade física de um cravo prover dinâmicas variadas a arte da música barroca voltava a habilidade da performance em termos de articulação. Entre outras particularidades dos estilos desenvolvidos na música barroca, incluem-se:
- Monodia;
- homofonia com uma voz diferente cantando por cima do acompanhamento, como nas árias italianas;
- Expressões mais dramáticas, como na ópera.
- Combinações de Instrumentações e vozes mais variadas em conjunto a oratórios e cantatas
- Notes inégales (Francês para "notas desiguais") usadas. Técnica barroca que envolvia o uso de notas pontuadas que eram usadas para substituir notas não pontuadas, dentro de um mesmo tempo que alternavam entre duração de valores longos e curtos;
- a ária (curta peça cantada em uma cantata, ou instrumental na suíte);
- o Ritornello (símbolo que significa o retorno a certo trecho da música);
- o concertante (o estilo que contrasta entre a orquestra e os instrumentos solo, ou pequeno grupo de instrumentistas);
- instrumentação precisa anotada (no período anterior, a Renascença, a partitura raramente listava os instrumentos);
- Escrita Idiomática (Linha melódica escrita para um instrumento específico)
- Notação musical para interpretação virtuosa, tanto instrumental como vocal
- ornamentação
- Desenvolvimento profuso na tonalidade da música ocidental (escala maior e menor)
- cadenza, uma seção ad lib nas cadências das partituras para o virtuoso improvisar.

### Estilos
Compositores barrocos escreveram em diversos gêneros musicais; incluem-se diversos estilos inovadores para a época. A ópera foi inventada na Renascença, mas foi no Barroco que Alessandro Scarlatti, Handel e outros desenvolveram grandes obras. O oratório chegou a grande popularidade com Bach e Handel; ambos a opera e o oratório usavam forma musical semelhantes, tal como o uso da ária da capo.
Na música litúrgica, a Missa e os motetos não foram tão importantes, mas a cantata prosperou, principalmente nos trabalhos de Bach e outros compositores protestantes. Música para o organista virtuoso floriu, com o uso das tocatas, fugas, e outros trabalhos.
Sonatas instrumentais e suítes para dança foram escritas para instrumentos individuais, para grupos de música de câmara, e pequenas orquestras. O concerto emergiu, tanto na forma para o intérprete solista como para orquestra, assim como o concerto groso qual um grupo pequeno de solistas criam simultaneamente um contraste com um grupo maior que intercalam suas partes com perguntas e respostas do diálogo melódico. A Abertura francesa com o seu típico contraste de seções rápidas e outras lentas, adicionaram grandeza a muitas cortes nas quais eram apresentadas.
As obras para teclado eram algumas vezes escritas para grupos maiores. Novamente, existe um grande número de obras de Bach escrita tanto para os instrumentos solo, como concertos e o mesmo tema se apresenta em arranjos de concerto para orquestra, ou suíte. Grandes trabalhos de Bach que culminaram na música da Idade Barroca inclui: O Cravo Bem Temperado, as Variações Goldberg, e a Arte da Fuga.

### Vocal
- Ópera
  - Zarzuela
  - Opera seria
  - Opera comique
  - Opera-ballet
- Mascarada
- Oratório
- Paixão (música)
- Cantata
- Missa (música)
- Hino
- Monodia
- Estilo coral
  - clássica
- bizarra

### Instrumental
- Concerto grosso
- Fuga
- Suíte
  - Allemande
  - Courante
  - Sarabanda
  - Gigue
  - Gavota
  - Minueto
- Sonata
  - Sonata da câmara
  - Sonata da chiesa
  - Sonata em trio
- Partita
- Canzona
- Sinfonia
- Fantasia
- Ricercar
- Tocata
- Prelúdio
- Chacona
- Passacaglia
- Prelúdio Coral
- Stylus fantasticus
- bateria

## Compositores

### Alemanha
O barroco alemão iniciou-se com Heinrich Schütz (1585-1672), considerado o "pai da música alemã".
Johann Hermann Schein (1586-1630), Samuel Scheidt (1587-1654) e Michael Praetorius (1571-1621), contemporâneos de Heinrich Schütz, também são bastante notáveis nessa época.
Na primeira metade do século XVIII, destacaram-se Johann Sebastian Bach, Georg Friedrich Händel e Georg Phillipp Telemann, seguidos por Johann Pachelbel, Johann Jakob Froberger e Georg Muffat.
Diz-se que Johann Sebastian Bach foi o maior compositor do barroco alemão (e um dos mais importantes da história da música), por ter esgotado todas as possibilidades da música barroca. Sua morte é considerada como o ponto final do Período Barroco.

### Itália
Na Itália, o nome mais destacado foi Antonio Vivaldi, autor de numerosos concertos, óperas e oratórios. A ele é atribuída a composição da série de concertos As Quatro Estações, provavelmente a mais difundida de todas as peças desse período. Foi o responsável por estabelecer definitivamente a forma do concerto, que continua a ser composta até os dias atuais.
Claudio Monteverdi foi considerado o "pai da ópera". A ele é atribuído o mérito de ter introduzido e popularizado o gênero, que já vinha sendo desenvolvido desde Jacopo Peri, com as obras Dafne e Euridice. Monteverdi também é o autor da ópera mais antiga ainda hoje representada: L'Orfeo, obra que conta a história do amor proibido de dois seres.
Outros compositores do barroco italiano foram Arcangelo Corelli e Domenico Scarlatti – este último, o maior expoente da música para cravo desse período.

### França
A tradição musical do barroco francês deu-se principalmente com Juvens St Louis, que introduziu a ópera francesa, e Jean-Philippe Rameau, que desenvolveu obras para cravo. Outro compositor importante do período foi François Couperin, autor de peças musicais sacras.

### Portugal e Brasil
No Brasil, Antônio José da Silva, o Judeu, escreveu notáveis obras posteriormente musicadas por Antonio Teixeira, com quem trabalhou em óperas como "As variedades de Proteu", quando se encontrava em Portugal.
Em Portugal, também Francisco António de Almeida e João Rodrigues Esteves trabalharam no domínio da Ópera e das obras vocais. Carlos Seixas destacou-se no campo da literatura para tecla, com mais de 700 sonatas, inovando também no reportório orquestral, com uma "Abertura em Ré Maior" em estilo francês, uma "Sinfonia em Si bemol Maior" em estilo italiano e um "Concerto para cravo e orquestra em Lá Maior", um dos primeiros exemplares do género na Europa e um contributo original para o desenvolvimento do Barroco.

## Linha do tempo
Esta é uma linha do tempo com os principais e mais influentes compositores barrocos, separados por período e estética musical.

## Principais compositores do período barroco
- William Byrd
- Claudio Monteverdi
- Heinrich Schütz
- Jean-Baptiste Lully
- Dieterich Buxtehude
- Marc-Antoine Charpentier
- Heinrich Ignaz Franz von Biber
- Johann Pachelbel
- Arcangelo Corelli
- Henry Purcell
- Alessandro Scarlatti
- François Couperin
- Tomaso Albinoni
- Antonio Vivaldi
- Georg Philipp Telemann
- Jean Philippe Rameau
- Johann Sebastian Bach
- Domenico Scarlatti
- Georg Friedrich Händel
- Giovanni Battista Sammartini
- Giovanni Battista Pergolesi
- Juvens St Louis

## Orquestras e grupos barrocos na atualidade
- Allegretto
- Divino Sospiro
- Hespèrion XXI
- Jordi Savall
- La Petite Bande